# Крузейро (спортклуб)
Спортивний клуб «Крузейро» (порт. Cruzeiro Esporte Clube), частіше відомий як просто «Крузейро» — бразильський спортивний клуб з міста Белу-Оризонті (штат Мінас-Жерайс), який заснували 2 січня 1921 року. Є єдиним бразильським клубом, якому вдалось перемогти в чемпіонаті Бразилії, Кубку Бразилії та чемпіонаті свого штату одного й того ж року (2003).
«Крузейро» є одним з найстаріших футбольних клубів у Бразилії, і одним з трьох (разом з «Інтернасьйоналом», «Фламенго» та «Васко да Гамою») клубів, які ніколи не вилітали з Серії А (вищого дивізіону) Чемпіонату Бразилії. Також клуб є одним із засновників Клубу 13. «Крузейро» двічі (у 1976 та 1997 роках) вигравав найпрестижніший клубний турнір Південної Америки — Кубок Лібертадорес.
Хоча основну увагу клуб приділяє футболу, Крузейро також має відділи бігу на довгу дистанцію і чоловічий волейбол.

## Історія
Історія «Крузейро» починається з італійської громади, що проживає в Белу-Оризонті, та їхнього бажання створити футбольний клуб. Як і італійці Сан-Паулу (які заснували Palestra Italia, тепер відомий як «Палмейрас»), італійці з Белу-Оризонті також хотіли, щоб італійські колонії в Мінас-Жерайс мали свій власний клуб.
Ідея створення клубу зробила перший крок, коли деякі гравці Yale, спортивної команди міста, залишили її через розбіжність у поглядах, і дехто з них вирішив створити повністю італійську команду. 2 січня 1921 близько 70 італійців з'явилися, щоб заснувати Sociedade Esportiva Palestra Itália (італ. Società Sportiva Palestra Italia). Кольори були прийняті, як у італійського прапора: зелений, червоний і білий. Першою формою клубу були зелена майка, білі шорти і червоні гетри. На щиті клубу, у формі ромба, були ініціали SSPI. До 1925 року клуб дозволяв бути членами тільки італійським чоловікам.
З січня 1942 року, Бразилія вступила в Другу світову війну і вийшла заборона федерального уряду на використання термінів ворожих країн у назвах організацій та установ, тому клуб вже не міг називати себе Palestra Italia. Назва була змінена на Sociedade Esportiva Palestra Mineiro. Нова назва протрималась не довго і була змінена на Ypiranga президентом клубу. Але ця зміна була зроблена без будь-яких консультацій з директорами клубу. На зустрічі директорів клубу було затверджене нове ім'я Cruzeiro Esporte Clube. Крузейро — це сузір'я Південного Хреста, яке можна побачити тільки в південній півкулі, і відповідно не пов'язане з Італією. Кольори клубу були змінені на блакитні футболки та сині гетри і білі труси.
Клубу під новою назвою вдалося зіграти свою першу офіційну гру у листопаді 1942 року.
Після відкриття Мінейрао в 1965 році, «Крузейро» увійшли в один з найуспішніших періодів у своїй історії. Період, в якому клуб виграв п'ять чемпіонатів штату поспіль і завоював свій перший національний титул, 1968 Taça Brasil (вища нагорода в бразильському футболі на той момент) перемігши у фіналі «Сантус» з Пеле
У 1974 році клуб вперше зайняв друге місце в чемпіонаті Бразилії. У 1975 році вони повторили це досягнення. У 1976 році «Крузейро» здобули перший Кубок Лібертадорес, перемігши аргентинський «Ривер Плейт». Наступного року вони досягли фіналу, але програли там «Бока Хуніорс» також з Аргентини.
Після успіхів у 1960-х і 1970-х роках, «Крузейро» увійшов у похмурий період в 1980-х роках. За винятком кількох перемог у чемпіонаті штату, клуб не виграв жодного трофею, і найгірше виступив у чемпіонаті Бразилії, 33 місце у 1984 і 29 в 1985. 1980-і роки були єдиним десятиліттям, коли «Крузейро» не брав участь в Кубку Лібертадорес, від створення турніру в 1960 році.
У 1990-х роках почалася нова ера. Найбільшим досягненням клубу стало завоювання титулу чемпіона Бразилії у 2003 році. 100 здобутих очок і більше 100 забитих голів є одним з найуспішніших досягнень для чемпіонату.
У 2003 році крім перемоги в Серії A, «Крузейро» також виграв Кубок Бразилії і чемпіонат штату, ставши першою бразильською командою, яка здобула всі ці три трофеї в одному сезоні.
З 2003 року «Крузейро» виграв тільки один великий турнір (чотири рази): чемпіонат штату (2004, 2006, 2008, 2009). Однак клуб здобував місце у п'ятірці Серії A в 2007, 2008 і 2009 роках, що гарантувало місце в Кубку Лібертадорес протягом всіх трьох років.
Найбільшим успіхом «Крузейро» в останні роки було досягнення фіналу в 2009 році в Кубку Лібертадорес, однак, вони програли команді з Аргентини «Естудьянтес де Ла-Плата» з рахунком 2-1.

## Досягнення
- Чемпіон Бразилії:

1966 (Taça Brasil), 2003, 2013, 2014
- Кубок Бразилії:

1993, 1996, 2000, 2003, 2017, 2018
- Чемпіон штату Мінас-Жерайс: 38

1926, 1928, 1929, 1930, 1940, 1943, 1944, 1945, 1956, 1959, 1960, 1961, 1965, 1966, 1967, 1968, 1969, 1972, 1973, 1974, 1975, 1977, 1984, 1987, 1990, 1992, 1994, 1996, 1997, 1998, 2002 (екстра-чемпіонат), 2003, 2004, 2006, 2008
- Переможець Кубка Сул-Мінас:

2001, 2002
- Кубок Лібертадорес:

1976, 1997
- Суперкубок Лібертадорес:

1991, 1992
- Рекопа:

1999